# Probarbus jullieni
Barbeau de Jullien, Barbu de Jullien
Espèce
Statut de conservation UICN

 CR  : 
En danger critique
Statut CITES
Probarbus jullieni, le Barbeau de Jullien ou Barbu de Jullien, est une espèce de poissons d'eau douce et saumâtre de la famille des Cyprinidae. Originaire d'Asie du Sud-Est, ce poisson est en danger critique de disparition.

## Description

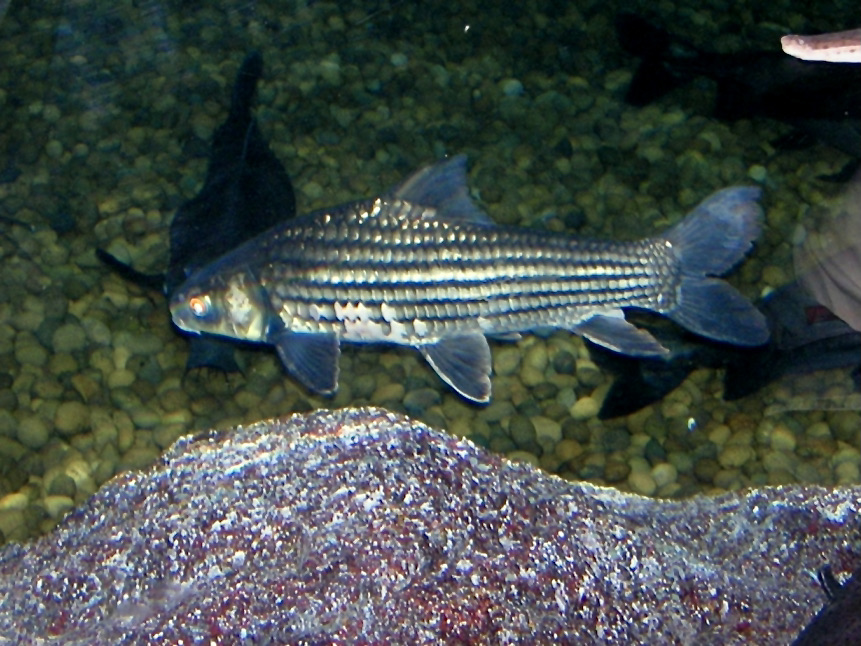
Barbeau de Julien, fleuves et rivières d'Asie du Sud-Est, aquarium Sea Life Bangkok Ocean World, Bangkok, Thaïlande.

Probarbus jullieni peut mesurer jusqu'à 150 cm (queue non comprise) pour un poids maximal de 70 kg. Mais sa taille habituelle est beaucoup plus modeste avec seulement 28 cm de longueur totale. L'holotype mesure, quant à lui, 34 cm.
Sauvage en fait la description suivante en 1880 :

« Hauteur du corps près de quatre fois, longueur de la tête quatre fois deux tiers dans la longueur totale. Museau une fois et demie aussi long que l'œil ; espace interorbitaire aplati, deux fois aussi large que l’œil, dont le diamètre est compris quatre fois dans la longueur de la tête. Dorsale à égale distance de la base de la caudale et de l'extrémité du museau ; troisième rayon fort, ayant les trois quarts de la longueur de la tête ; pectorales falciformes, de même longueur que les ventrales, qui sont insérées sous le milieu de la dorsale. De larges bandes noires dans la longueur du corps. »

## Répartition
Ce barbeau se rencontre dans les pays suivants : Cambodge, Laos, Malaisie, Thaïlande, Viêt Nam.

## Systématique
Le nom valide complet (avec auteur) de ce taxon est Probarbus jullieni Sauvage, 1880,.
Ce poisson porte en français les noms vernaculaires ou normalisés suivants : Barbeau de Jullien,,, Barbu de Jullien.
Probarbus jullieni a pour synonymes :
- Barbus pahangensis Duncker, 1904
- Cyclocheilichthys jullieni (Sauvage, 1880)

### Étymologie
Son épithète spécifique, jullieni, lui a été donnée en l'honneur de J. Jullien qui a collecté l'holotype au Laos. Il se pourrait qu'il s'agisse du physicien et zoologiste Jules Jullien (d) (1842–1897), médecin de bord de plusieurs expéditions françaises puis, en 1888, président de la Société zoologique de France.

### Publication originale
- H. E. Sauvage, « Notice sur quelques poissons de l'île Campbell et de l'Indo-Chine », Bulletin de la Société philomathique de Paris, Paris, 7e série, vol. 4,‎ 1880, p. 228-233 (ISSN 0366-3515, lire en ligne, consulté le 3 décembre 2024).